# Kärleken segrar (1949)
Kärleken segrar är en svensk dramafilm från 1949 i regi av Gustaf Molander. I huvudrollerna ses Karl-Arne Holmsten, Ingrid Thulin, Ilselil Larsen och Olof Winnerstrand.

## Om filmen
Filmen premiärvisades annandag jul 1949. Den spelades in i Filmstaden, Råsunda med exteriörer från Djursholm, Spånga och Bromma flygplats av Åke Dahlqvist. Som förlaga har man den danska filmen Det gælder os alle från 1949. Enligt avtal med Palladium-Film i Danmark fick Kärleken segrar visas endast i Sverige.

## Rollista i urval
- Karl-Arne Holmsten – Bertil Burman, Röda korsläkare
- Ingrid Thulin – Margit Dahlman
- Ilselil Larsen – Leni Rosner, 14 år
- Olof Winnerstrand – direktör Albin Dahlman, Margits far
- Ester Roeck-Hansen – fru Dahlman
- Hans Järsten – Åke Dahlman, deras barn
- Sigge Fürst – Erik Berg, Röda korsman
- Claus Wiese – Jörgen Solstad, norsk målare
- Anna-Lisa Baude – Greta, Dahlmans hembiträde
- Kolbjörn Knudsen – Hartman, läkare, svensk Röda korschef
- Sif Ruud – fru Holm, sömmerska
- Birgitta Valberg – Schwester Erika i Ravensbrück
- Else-Merete Heiberg – Karen Berg, Eriks fru
- Wladimir Matwejeff – Heinz Rosner, Lenis far, författare
- Gustaf Hiort af Ornäs – Röda korsman
- Gösta Prüzelius – Röda korsman
- Mona Eriksson – grannflickan Barbro
- Solveig Hedengran – Barbros mamma
- Stina Flodin – Maj, Barbros kamrat
- Ragna Dahlhjelm – Lillan, Barbros kamrat

## Musik i filmen
- Rosamunda, op. 26. uvertyr, kompositör Franz Schubert, instrumental.
- Det bästa humöret (Tag fram det bästa humör du har)
- Muss ich denn (Muss i denn, muss i denn, zum Städtele hinaus), musikarrangör Sven Gyldmark, sång på tyska av Karl-Arne Holmsten och Ilselill Larsen
- Jazzmusik, kompositör Julius Jacobsen, instrumental.
- Herz, mein Herz, kompositör Sven Gyldmark, text Mogens Dam, sång Ilselill Larsen
- Im Prater blüh'n wieder die Bäume (När kastanjerna blomma), kompositör Robert Stolz, tysk text Kurt Robitschek svensk text Oscar Ralf, sång Ilselill Larsen